# Certina Holding
Die Certina Holding AG (Außenauftritt auch als Certina Group) ist eine familiengeführte Industrieholding mit Sitz in Grünwald.

## Geschichte
Certina wurde von der Familie Wehrmann gegründet. Zu Certina gehören mehr als 40 Tochterunternehmen. Das Unternehmen versteht sich selbst als operativer Partner für die Portfoliounternehmen, der auf die Übernahme und operative Weiterentwicklung von Unternehmen in Sondersituationen spezialisiert ist und paneuropäisch investiert. Der Name Certina ist vom lateinischen „certus“ abgeleitet, was so viel wie „sicher, gewiss“ bedeutet.

### Beteiligungen (Auswahl)
Im Jahr 1997 übernahm Certina die Waldemar Pruss Armaturen GmbH. 1999 wurde als Ergänzung die Hannemann GmbH in Düsseldorf hinzugekauft und deren Produktion nach Hannover verlegt. Als zusätzliche Ergänzung wurde im Jahr 2000 das Kreuzstromwerk in Hagen übernommen. Alle drei Firmen wurden 2002 unter der heutigen Pruss Armaturen AG eingegliedert, die wiederum eine 100%ige Tochtergesellschaft der Certina ist. Im Jahr 1999 kam es außerdem zur Übernahme der Horn Glas Industries AG in Plössberg/Oberpfalz.
2004 erfolgte die Akquisition des Softwareunternehmens COI Consulting für Office und Information Management GmbH von der Schaeffler-Gruppe.
Nach dem Erwerb der AFT Group in Schopfheim von der börsennotierten schweizerischen Kardex AG im Jahr 2007 fand 2012 der Kauf der Rebhan FPS Kunststoff-Verpackungen GmbH in Stockheim von der Bayern LB Capital statt. Im selben Jahr folgte die Übernahme der italienischen SCV S.r.l.
2015 wurde als Ergänzung zu Rebhan die französische Qualiform von der französischen Groupe Pochet (Pochet du Courval) übernommen sowie als weitere Ergänzung zu Rebhan und Qualiform die Übernahme der Hermann Koch (HK Cosmetic Packaging) in Coburg und Organisation als Certina Packaging Gruppe. Nach der Akquisition der Papierfabrik Meldorf von der Panther Packaging im Jahr 2017 folgte 2018 der Kauf der italienischen Demm in Bologna.
2019 wurde Pibiviesse S.r.l. von der US-amerikanischen börsennotierten CIRCOR International Inc. übernommen und Wegener + Stapel als Ergänzung zur AFT Gruppe. Die 2020 von der börsennotierten indischen Pricol erworbene Pricol Wiping Systems wurde in PAL Wiping Systems Czech s.r.o. umbenannt. Ebenfalls 2020 kam es zur Übernahme der Trassl Polymer Solutions als weiteres Element der Certina Packaging Gruppe. 2021 erfolgte der Kauf von United Salon Technologies in Solingen von der Wilh. Werhahn KG. Im selben Jahr wurde in einem Carve-out-Prozess die Education-Sparte (Sodexo SCS GmbH) von der börsennotierten französischen Sodexo übernommen.
Ende April 2025 übernahm Certina Holding die Mehrheitsanteile an Mobotix, einem Hersteller von Videoüberwachungsanlagen.